# Massif des Bongo
Pour les articles homonymes, voir Bongo (homonymie).
Le massif des Bongo (également les monts des Bongo ou les montagnes des Bongo, avec parfois Bongos au pluriel) est un massif montagneux situé en Afrique centrale, dans le Nord-Est de la République centrafricaine, le Nord-Ouest du Soudan du Sud et le Sud-Ouest du Soudan. Le massif des Bongo est séparé du massif du Tondou à l'est par la rivière Kotto, bien que ces montagnes soient parfois considérées comme faisant partie du même massif.

## Toponymie
Le nom du massif vient du bongo (Tragelaphus eurycerus), une antilope qui habite les jungles d'Afrique et qui évolue dans les parcs nationaux de la République centrafricaine.

## Géographie

### Topographie
Le massif a une forme triangulaire allongée d'ouest en est sur 600 km entre Ndélé et Ouandja et se prolongeant sur 500 km vers le sud en direction de Bakouma. Son point culminant est le mont Toussoro, à 1 330 mètres d'altitude. Le col le plus haut est le col Quijoux, à 923 mètres d'altitude, sur la route nationale 5 entre les villes de Birao et Bria.

### Hydrographie
Ce massif est à la jonction de trois des bassins versants les plus importants d'Afrique, formant un point de partage triple des eaux continentales : celui du fleuve Chari, au nord-ouest, qui se jette dans le lac Tchad, avec le Bahr Aouk ; celui du fleuve Congo, au sud, avec la rivière Kotto, affluent de l'Oubangui, et celui du Nil, avec les rivières Bahr al-Arab et Lol vers le Bahr el-Ghazal (rivière du Soudan du Sud), qui coulent au Soudan et au Soudan du Sud.

### Géologie
Le massif est constitué essentiellement de granite.

### Faune et flore
La partie nord et centrale du massif est protégée par le parc national André-Félix, créé en 1960 avec 1 700 km2, et sa zone tampon, la réserve de faune de la Yata Ngaya, de 4 200 km2. Le paysage est composé de forêts et de savanes boisées, avec des autruches, des éléphants, des crocodiles, des girafes, des hippopotames, etc.

## Histoire
Le massif apparaît pour la première fois tardivement sur les cartes de G. Borgniez (1935) et de G. Korableff (1937), à la suite de reconnaissances minières également effectuées par F. Polinard (1935) entre Bria et Yalinga.